# 施韦登埃克
施韦登埃克是德国石勒苏益格－荷尔斯泰因州的一个市镇。总面积28.54平方公里，总人口2936人，其中男性1483人，女性1453人（2011年12月31日），人口密度103人/平方公里。